# Alonso Sánchez (jésuite)
Pour les articles homonymes, voir Sánchez.
Alonso Sánchez, né vers 1545 à Mondejar et mort le 27 mai 1593 à Alcalá de Henares est un prêtre jésuite missionnaire aux Philippines et précurseur des missions vers la Chine.

## Biographie
Alonso Sánchez est reçu dans la Compagnie de Jésus en 1565. Au terme de sa formation il est nommé recteur du collège Navalcarnero avant de commencer sa carrière de missionnaire. Sa première destination est la Nouvelle-Espagne où il devient en 1579 recteur du collège San Jerónimo de la Puebla de Los Ángeles. Il n'y reste que deux ans. Il est ensuite envoyé aux Philippines pour y commencer la première mission jésuite dans cette partie du monde récemment conquis par les Espagnols. Pendant près de 5 ans il devient missionnaire itinérant. Depuis les Philippines, à la demande des autorités coloniales, il est associé à deux d'expéditions vers la Chine en vue d'y développer le commerce et indirectement concurrencer le Portugal, qui à l'époque était la principale puissance européenne présente et commerçante avec la Chine depuis leur colonie de Macao. Les expéditions ne se passent pas bien. Elles sont mal perçues par les Portugais comme par les Chinois. Par ailleurs il manque de mourir sur la route du retour lors d'une tempête. Néanmoins ses voyages lui permettent de collecter quantité d'informations sur la Chine, informations qui seront utilisées ensuite dans la préparation des futures missions jésuites dans l'Empire du milieu. Il publiera lui-même un récit de l'état du christianisme en Chine à la fin du xvie siècle.
En 1587, il reprend la mer. Il accompagne cette fois-ci une délégation de colons espagnols de retour en Espagne pour plaider auprès de Philippe II son soutien à la colonisation des Philippines et à l'organisation d'une opération militaire contre le Chine. Si la délégation obtient le soutien du roi pour la colonisation des Philippines, elle n'est pas suivie quant à l'idée de guerre avec la Chine. Continuant son périple, en 1588 Alonso Sánchez se rend à Rome pour rencontrer le général Claudio Aquaviva et promouvoir de son côté la mission jésuite aux Philippines. Il réussit à le convaincre. Le général confirme Manille comme l'épicentre de la mission aux Philippines et nomme Antonio Sedeño recteur du premier collège de l'archipel.
Contre son gré il est nommé représentant de la Province de Tolède à la Cinquième Congrégation Générale. Lui souhaite retourner aux Philippines. Il meurt douze jours plus tard, à Alcalá de Henares, le jour de l'Ascension sans pouvoir retourner à Manille.